# Chilocoristes poggii
Chilocoristes poggii es un coleóptero de la familia Chrysomelidae.
Fue descrita científicamente en 2002 por Medvedev.